# 발트 종교
발트 종교는 발트해 연안의 국가들이 기독교가 들어오기 전부터 존재하던 종교이다. 침략을 당해서 기독교가 들어왔기 때문에 전체적인 기독교화는 동유럽 쪽에서도 늦게 진행됐다. 그로인해 발트교의 풍습은 다른 유럽 국가에 비해 아직도 남아있으나 원형적인 모습은 많이 파괴되었다.

## 같이 보기
- 발트 신화의 인물 목록